# Marek Čejka
Marek Čejka (* 7. června 1975) je český politolog a právník, zaměřuje se na problematiku Blízkého východu a přednáší na několika univerzitách.
Studoval právo a politologii na Masarykově univerzitě v Brně a žil také v Jeruzalémě. Habilitační řízení v oboru politologie absolvoval na Univerzitě Palackého v Olomouci. Působil jako asistent na Ústavním soudu ČR a věnuje se hlavně problematice Blízkého východu na Mendelově univerzitě a AMBIS vysoké škole, přičemž píše knihy a články s touto tematikou. Také externě vyučuje na Fakultě sociálních studií MU.
Je synem lingvisty Mirka Čejky a vnukem esperantisty a pedagoga Theodora Čejky.

## Knihy
- Izrael a Palestina (2005, 2007, 2013, 2015)
- Encyklopedie blízkovýchodního terorismu (2007)
- Judaismus, politika a Stát Izrael (2002)
- Judaismus a politika v Izraeli (2009)
- Dějiny moderního Izraele (2011)
- Rabíni naší doby (2010, s R. Kořanem), vyšlo také v nakladatelství Routledge jako Rabbis of our Time - Authorities of Judaism in the Religious and Political Ferment of Modern Times (2016)
- Křesťané a socialismus (2008, s J. Hanušem)
- Korán, meč a volební urna (2020)

## Články
- Je tu hodně místa pro všechny
- Podivný boj proti antisemitismu
- Zahánět čerta Luciferem
- Budu se tu klidně modlit sám
- Jak se volí v Jeruzalémě
- Jak se daří Židům v současném Íránu
- Po stopách nenávisti
- Země fundamentalistických miliardářů
- Česká média a blízkovýchodní konflikt
- Odlet jestřába